# Peridroma albiorbis
Peridroma albiorbis là một loài bướm đêm thuộc họ Noctuidae. Nó là loài đặc hữu của Hawaii.
Ấu trùng ăn hạt māmane.